# Хиллель бен Самуэль
Хиллель бен Самуэль (ивр. הלל בן שמואל‎, ок. 1220 — ок. 1295) — средневековый врач, талмудист, философ.

## Биография
Хиллель бен Самуэль отстаивал идеи еврейского философа XII века Маймонида в период так называемых «годов разногласий» (1289—1290), когда взгляды Маймонида подвергались жестоким нападкам. В свою очередь, Хиллель бен Самуэль критиковал сторонников испанского арабского мыслителя Ибн Рушда за отрицание учения о бессмертии каждой отдельной души. Предположительно Хиллель бен Самуэль жил в Вероне, Неаполе, Капуе, а позднее в испанской Барселоне. В 1288—1291 году он создал свой фундаментальный труд «Блага души», в котором опровергал взгляды Ибн Рушда на соотношение вселенской души и души отдельного человека.
Изучал медицину в Монпелье, известен также принадлежащий Хиллелю перевод с латыни на иврит медицинского трактата Бруно да Лонгобукко «Chirurgia magna». Поскольку известно, что сам этот труд был создан в 1253 году в Падуе, а перевод на иврит появился спустя короткое время, можно предположить, что переводчик в тот период проживал либо в Падуе, либо недалеко от неё (возможно, в Болонье или в Вероне, где Бруно впоследствии преподавал и имел медицинскую практику). На основании косвенных сведений можно предположить пребывание Хиллеля в Риме в 1270-х — 1280-х и в 1291 году, а в 1287 году он поселился в Форли, регулярно посещая близлежащие города, в том числе Феррару и Болонью, где общался с университетскими преподавателями и учёными. Точная дата смерти неизвестна, большинство исследователей относит её примерно к 1295 году.